# Machaerium eriocarpum
Machaerium eriocarpum är en ärtväxtart som beskrevs av George Bentham. Machaerium eriocarpum ingår i släktet Machaerium och familjen ärtväxter. Inga underarter finns listade i Catalogue of Life.